# James Tarkowski
James Alan Tarkowski (ur. 19 listopada 1992 w New Moston) – angielski piłkarz polskiego pochodzenia, występujący na pozycji obrońcy w Evertonie. Dwukrotny reprezentant Anglii.

## Kariera reprezentacyjna
W reprezentacji Anglii zadebiutował 27 marca 2018 w zremisowanym 1:1 meczu z Włochami.